# Nematus carelicus
Nematus carelicus är en stekelart som beskrevs av Hellén 1948. Nematus carelicus ingår i släktet Nematus, och familjen bladsteklar. Arten är reproducerande i Sverige.